# Discografia de Laboum
A discografia do grupo sul-coreano LABOUM consiste em dois mini-álbuns, 4 single-álbuns, um relançamento e nove singles.

## Extended plays
| Título         | Datalhes do álbum | Melhores posições | Vendas         |
| Título         | Datalhes do álbum | COR               | Vendas         |
| -------------- | --- | ----------------- | -------------- |
| Love Sign      | - Lançamento: 23 de agosto de 2016 - Gravadora: NH Media, Nega Network, LOEN Entertainment - Formato: CD, digital download Tracklist 1. Shooting Star 2. Shooting Love (푱푱) 3. Ding Dong (딩동) 4. Oops (달콤하게) 5. Like U Love U (feat. Yun)          | 13                | - COR: 3,333+  |
| Miss this Kiss | - Lançamento: 17 de abril de 2017 - Gravadora: NH Media, Nega Network, Interpark, Windmill Entertainment - Formato: CD, digital download Tracklist 1. Intro 2. Hwi Hwi (휘휘) 3. Story Travel 4. Be the Light (빛이 되어줘) 5. Heaven and Earth (천지차이) | 1                 | - COR: 31,472+ |

## Single-álbums
| Título          | Detalhes do álbum | Melhores posições | Vendas        |
| Título          | Detalhes do álbum | COR               | Vendas        |
| --------------- | --- | ----------------- | ------------- |
| Petit Macaron   | - Lançamento: 28 de agosto de 2014 - Gravadora: NH Media, Nega Network, CJ E&M - Formato: CD, digital download Tracklist 1. Pit a Pat (두근두근) 2. La li:Lalala (주문을 풀어) 3. What About You (어떡할래)                                                | 15                | - COR: 870+   |
| Petit Macaron   | - Re-lançamento: 3 de novembro de 2014 (Petit Macaron: Data Pack) - Gravadora: NH Media, Nega Network, CJ E&M - Formato: CD, digital download Tracklist 1. Pit a Pat (두근두근) 2. La li:Lalala (주문을 풀어) 3. What About You (어떡할래) 4. Winter Party | 25                | - COR: 608+   |
| Sugar Sugar     | - Lançamento: 27 de março de 2015 - Gravadora: NH Media, Nega Network, CJ E&M - Formato: CD, digital download Tracklist 1. Sugar Sugar (슈가슈가) 2. Happy Joke (장난햅) 3. Fantasy                                                                        | 17                | - COR: 1,091+ |
| Aalow Aalow     | - Lançamento: 6 de dezembro de 2015 - Gravadora: NH Media, Nega Network, CJ E&M - Formato: CD, digital download Tracklist 1. Intro 2. Aalow Aalow (아로아로) 3. Tasty                                                                                      | 26                | - COR: 1,592+ |
| Fresh Adventure | - Lançamento: 6 de abril de 2016 - Gravadora: NH Media, Nega Network, Interpark, Windmill Entertainment - Formato: CD, digital download Tracklist 1. Intro 2. Journey to Atlantis (상상더하기) 3. Strike Out 4. Caterpillar                                | 9                 | - COR: 2,150+ |

## Singles
| Título                             | Ano  | Melhores posições | Vendas         | Álbum            |
| Título                             | Ano  | COR               | Vendas         | Álbum            |
| ---------------------------------- | ---- | ----------------- | -------------- | ---------------- |
| "Pit-A-Pat" (두근두근)             | 2014 | 195               | - COR: 14,764+ | Petit Macaron    |
| "What About You" (어떡할래)        | 2014 | 148               | - COR: 14,181+ | Petit Macaron    |
| "Sugar Sugar"                      | 2015 | 271               | - COR: 10,768+ | Sugar Sugar      |
| "Aalow Aalow" (아로아로)           | 2015 | 180               | - COR: 11,245+ | Aalow Aalow      |
| "Journey to Atlantis" (상상더하기) | 2016 | 147               | - COR: 32,491+ | Fresh Adventure  |
| "Shooting Love" (푱푱)             | 2016 | 128               | - COR: 31,420+ | Love Sign        |
| "Winter Story" (겨울동화)          | 2016 | —                 | - COR: —       | Single sem álbum |
| 'Hwi Hwi (휘휘)'                   | 2017 | —                 | - COR: 18,137+ | Miss this Kiss   |
| "Only U" (두바둡)                  | 2017 | —                 | - COR: —       | Single sem álbum |